# ماريو كارت: سوبر سركت
ماريو كارت: سوبر سيركوت هي الدفعة الثالثة في سلسلة ماريو كارت. وعرفت اللعبة باسم ماريو كارت أدفانس في اليابان. هذه اللعبة تجمع بين عناصر ألعاب ماريو كارت السابقة وعلى كافة الدورات من سوبر ماريو كارت. ماريو كارت: سوبر سيركوت صدرت في 21 يوليو 2001 في اليابان، 27 أغسطس 2001 في أمريكا الشمالية، و14 سبتمبر 2001 في أوروبا. ماريو كارت: سوبر سيركوت هي أيضا أول لعبة ماريو كارت محمولة.

## وصلات خارجية
- Mario Kart:Super Circuit - Mario Wiki
- ماريو كارت: سوبر سركت على موقع IMDb (الإنجليزية)